# Hessisch voetbalkampioenschap 1914/15
In 1914/15 werd het negende Hessisch voetbalkampioenschap gespeeld, dat georganiseerd werd door de West-Duitse voetbalbond. Door het uitbreken van de Eerste Wereldoorlog werden de West-Duitse competities nog in meerdere reeksen gesplitst, van dit jaar is enkel de reeks van Cassel nog bekend. Er was geen verdere eindronde voor de algemene titel of West-Duitse titel.

## 1. Klasse

### District Cassel
| Plaats | Club                      | Wed. | W | G | V | Saldo | Ptn. |
| ------ | ------------------------- | ---- | - | - | - | ----- | ---- |
| 1.     | Casseler FV 95            | 8    |   |   |   |       | 14:2 |
| 2.     | FC Hermannia Cassel       | 8    |   |   |   |       | 10:6 |
| 3.     | 1. Casseler BC Sport 1894 | 8    |   |   |   |       | 8:8  |
| 4.     | FV Eintracht Cassel       | 8    |   |   |   |       | 6:10 |
| 5.     | TG 1848 Cassel            | 8    |   |   |   |       | 2:14 |

|  | Kampioen |